# خاقان

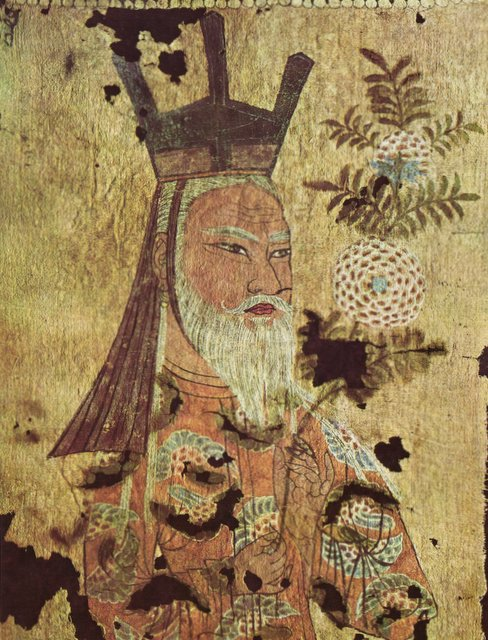
نگاره یک خاقان اویغور، سده هشتم میلادی

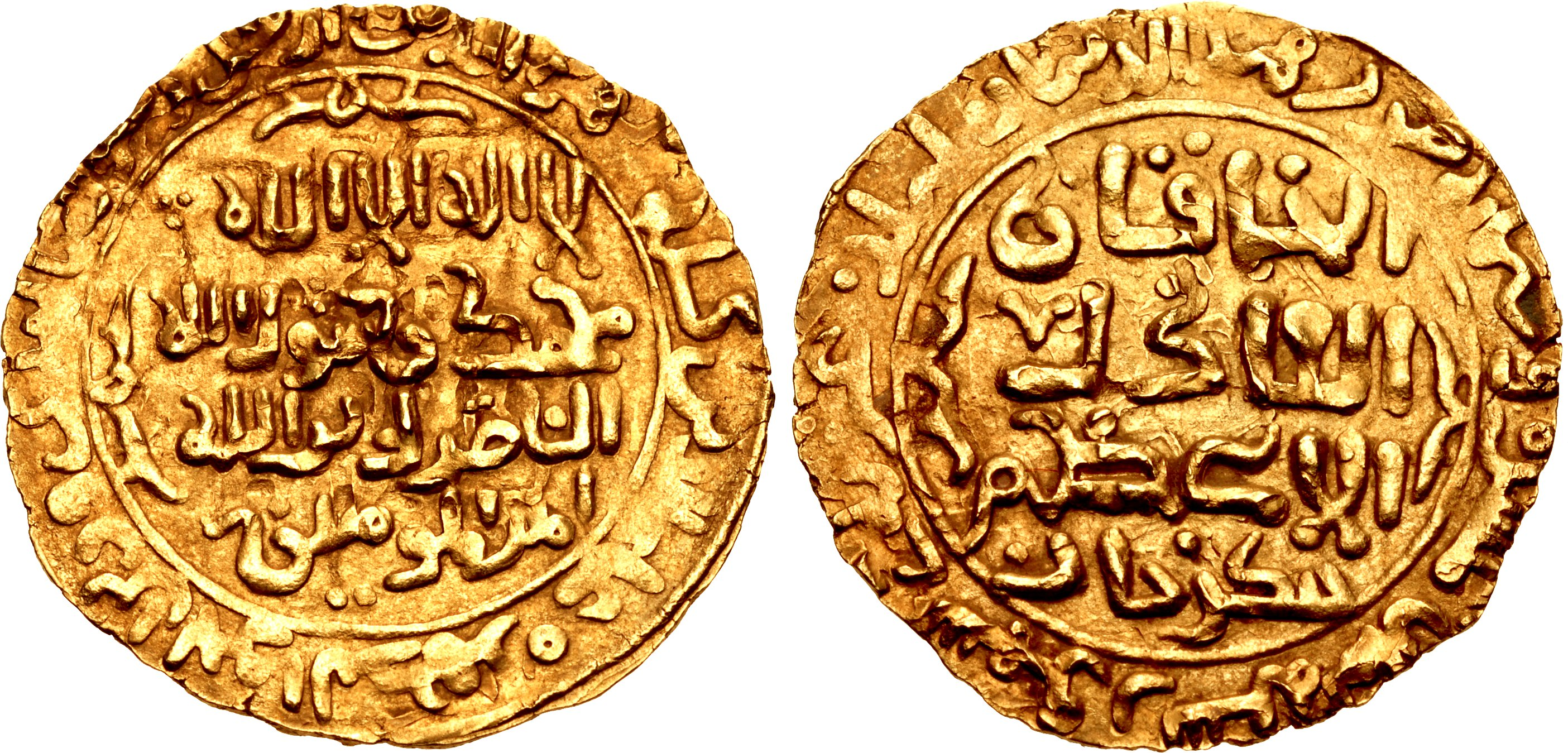
سکه طلای چنگیز خان به سبک سکه‌های اسلامی و با عبارت «الخاقان العادل الاعظم چنگیز خان». ضرب غزنی، به سال ۶۱۸ ه‍.ق (۱۲۲۱ یا ۱۲۲۲ م)

خاقان (ترکی استانبولی: Hakan ترکی آذربایجانی: Xaqan) شکل عربی‌شده عنوان قاغان (خط اورخون: 𐰴𐰍𐰣) در زبان ترکی باستان است. قاآن شکل دیگری از این عنوان است که در زبان مغولی کاربرد دارد. معنای قاغان «حاکم عالی‌مقام» می‌باشد و در زبان‌های ترکی و مغولی برابر عناوینی همچون امپراتور و شاهنشاه محسوب می‌شود. وظایف دارنده این عنوان در اجتماعات متکی بر قبیله‌سالاری، شامل ایجاد وحدت میان قبایل گوناگون، گسترش اتحادیه قبایل، ریاست شورای قبایل، ارتقای زیست اجتماعی قبایل و نظایر این موارد بود. بدین‌ترتیب جایگاه وی به‌مثابه «خانِ‌خانان» یا «خان اعظم» بود.

## ریشه زبانی
نظریه‌های متعددی دربارهٔ منشأ زبانی واژه خاقان (قاغان) ارائه‌شده که هیچ‌کدام از آن‌ها به‌صورت قطعی اثبات یا رد نشده‌اند. بااین‌حال نظریاتی که منشأ این واژه را در یکی از شاخه‌های خانواده زبان‌های آلتایی، یعنی ترکی، مغولی و تونگوزی می‌دادند، مورد توجه بیشتری قرار دارند. در کنار نظریه‌های آلتایی، نظریه‌های جایگزینی نیز وجود دارند که منشأ این واژه را غیرآلتایی و مرتبط به یکی از خانواده‌های زبانی ایرانی، کره‌ای، چینی و ینی‌سئیایی دانسته‌اند.

## تاریخچه
این عنوان را نخستین‌بار منابع چینی سده سوم میلادی برای حاکمان کنفدراسیون عشایری شیان‌بئی ثبت کرده‌اند. گروه نامبرده احتمالاً از نظر زبانی با مغولان امروزی در پیوند بودند. در سده چهارم میلادی خاقان عنوان رسمی حاکمان خاقانات روران شد و سپس گوک‌ترک‌ها پس از سرنگونی روران‌ها در طول سده‌های ششم تا هشتم میلادی به استفاده از این عنوان ادامه دادند. در دوره شکوفایی امپراتوری‌های ترک‌تبار، از خاقانات اویغور در فلات مغولستان تا قلمروی تورگش در آسیای داخلی، از دولت خزرها در قفقاز شمالی تا دولت قراخانیان در فرارود، خاقان عالی‌ترین عنوان یک فرمانروا به‌حساب می‌آمد. گاه در منابع اسلامی شاهان چین و تبت نیز خاقان خوانده شده‌اند.
باوجود پیوند عمیقی که میان عنوان خاقان و سنت‌های فرمانروایی ترکی وجود داشت، تعدادی از دودمان‌های ترک‌تبار که در جهان اسلام به قدرت رسیدند از به‌کارگیری این عنوان خودداری کردند و عناوین اسلامی برگزیدند. غزنویان و سلجوقیان نمونه‌های بارز این موضوع بودند که عنوان اسلامی «سلطان» را برای خود ترجیح دادند. عناوینی که ریشه در سنت‌های ایرانی داشت نیز به‌کار می‌رفت. برای نمونه بر تعدادی از سکه‌های سلجوقی عنوان «شاهنشاه» در کنار نام و سایر عناوین افتخاری فرمانروایان سلجوقی ثبت شده‌است. تا سال‌های آغازین سده سیزدهم میلادی، هر دو عنوان خان و خاقان از عناوین رایج میان سران قبایل مغول بودند. در زمان چنگیز خان ولی برای این دو عنوان تفاوت مرتبه ایجاد شد و خاقان عنوانی گشت که تنها برای فرمانروای تمامی قبایل مغول اختصاص داشت.
خاقان از عناوین رسمی سلاطین امپراتوری عثمانی محسوب می‌شد و بر سکه‌های آنان به‌صورت عبارت «سلطان البرین و خاقان البحرین السلطان ابن السلطان» به‌کار می‌رفت. شاهان قاجار از زمان فتحعلی‌شاه از عنوان خاقان به‌عنوان یکی از عناوین رسمی خود در کنار دو عنوان دیگر یعنی شاهنشاه و سلطان استفاده می‌کردند. پیش از قاجارها، در منابع مکتوب دوره‌های صفوی و افشار نیز گاهی از پادشاهان این دودمان‌ها با عنوان خاقان یاد می‌شد.